# 安韦尔 (西班牙)
安韦尔，是西班牙阿拉贡自治区萨拉戈萨省的一个市镇。 总面积62平方公里，总人口339人（2001年），人口密度5人/平方公里。